# Gare de la Barasse
Gare de la Barasse vasútállomás Franciaországban, Marseille településen.

## Vasútvonalak
Az állomást az alábbi vasútvonalak érintik:
- Marseille–Ventimiglia-vasútvonal

## Kapcsolódó állomások
A vasútállomáshoz az alábbi állomások vannak a legközelebb:
- Gare de Saint-Marcel
- Gare de La Penne-sur-Huveaune